# The Brew
The Brew – brytyjskie trio rockowe założone w 2006 roku. Najlepszy zespół roku 2007 według magazynu „It's only Rock'n'Roll”, wydawanego przez fanklub The Rolling Stones.
Członkowie grupy pochodzą z małego miasteczka portowego Grimsby w Wielkiej Brytanii. Występowali na festiwalach: Massboulevard Festival w Schiedam w Holandii (2007, 2008) i Rock and Blues Custom Show w Pentrich. W 2007 roku zostało zarejestrowane DVD Live in Belgium, a także sesja dla stacji radiowej Classic 21. Album The Joker zajął 15 miejsce w notowaniu albumów bluesowych w Radiu Merkury i 16 miejsce w notowaniu Trójki.

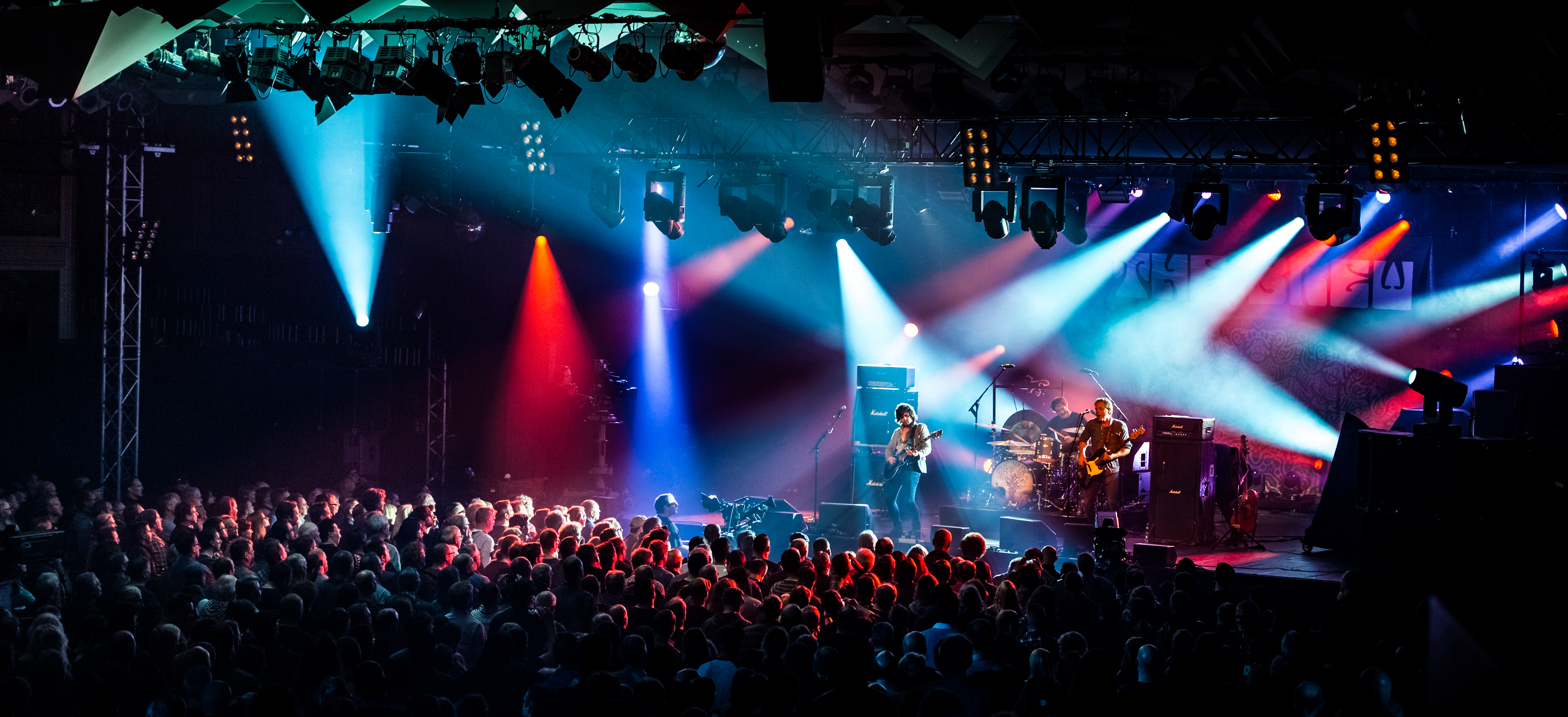
The Brew – Leverkusener Jazztage 2017

## Dyskografia
1. The Brew (2006)
2. Fate and Time E.P. (2007)
3. The Joker (2008)
4. Live in Belgium (DVD – 2008)
5. A Million Dead Stars (2009)
6. Live At Luna Lunera (DVD – 2011)
7. Third Floor (2011)
8. Live in Europe (2012)
9. Control (2014)
10. Shake The Tree (2016)
11. Art of Persuasion (2018)